# Щутків
Щутків (пол. Szczutków) — давнє українське село в Польщі, у гміні Любачів Любачівського повіту Підкарпатського воєводства.
Населення — 364 особи (2011).

## Розташування
Село лежить за 10 км від кордону з Україною, за 7 км на південь від повітового міста Любачів і за 80 км на схід від воєводського міста Ряшів. Знаходиться у давньому українському етнічному регіоні Любачівщина.

## Історія
Перша згадка про село датована 1388 роком. У 1531 р. працювала гута заліза.
У 1672 р. під час нападу татар поневолено в ясир 21 житель і забрано понад 100 голів худоби.
У 1890 р. було 147 будинків і 717 мешканців, з них: 644 греко-католики, 25 римо-католиків і 48 юдеїв, була філіальна школа.
Населення на 1.01.1939 р. складало 1150 осіб, з них: 950 – українці-грекокатолики, 70 – українці-римокатолики, 90 – поляки (переважно колоністи з австрійських часів), 40 – євреї. Село належало до Любачівського повіту Львівського воєводства. У складі повіту 27 листопада 1939 р. село включене до новоутвореної Львівської області, а 17 січня 1940 р. — до Любачівського району. В жовтні 1944 року західна частина Львівської області включно з селом передана Польщі.
Після Другої світової війни поляки на чолі з Блажеком Фургалою та Міхалом Творком грабували і вбивали українців, через що ті змушені були виїхати до СРСР, а ті, що залишилися, в 1947 р. депортовані на понімецьку територію північної Польщі.
У 1956 р. в селі почали видобуток газу. В 1963 р. стався вибух з утворенням великого кратеру на річці Любачівка. Факел висотою 30 метрів горів багато місяців, а видобуток газу в селі продовжується донині.
У 1975-1998 роках село належало до Перемишльського воєводства.

## Демографія
Демографічна структура станом на 31 березня 2011 року:
|          | Загалом | Допрацездатний вік | Працездатний вік | Постпрацездатний вік |
| -------- | ------- | ------------------ | ---------------- | -------------------- |
| Чоловіки | 178     | 34                 | 118              | 26                   |
| Жінки    | 186     | 36                 | 100              | 50                   |
| Разом    | 364     | 70                 | 218              | 76                   |

## Церква
У 1659 р. місцевий господар Лаврентій Качмар подарував церкві євангеліє. Нову церкву звели в 1671 р. У 1825 р. поряд спорудили дерев’яну дзвіницю. В 1904 р. церкву розібрали і на цьому місці збудували нову.
Церква св. Димитрія була збудована в 1904 р., парафіяльна. Парафія належала до Любачівського деканату Перемишльської єпархії УГКЦ. Після виселення українців церква перетворена на римо-католицький костел.

## Пам’ятки
Бруснянські кам’яні надгробки на цвинтарі.

## Відомі люди
Народилися
- Михайло Вороний — голова товариства «Надсяння» в Городенці Івано-Франківської області.
- Василь Мозиль — учасник національно-визвольних змагань[6].
- Іван Юзва (1912—?) — учасник національно-визвольних змагань[7].